# Крішнамурті Перумал
Крішнамурті Перумал (26 вересня 1943) — індійський хокеїст на траві.
Бронзовий призер Олімпійських Ігор 1968, 1972 років.
Срібний призер Азійських ігор 1970 року.
Бронзовий призер Чемпіонату світу 1971 року.